# Anastrepha elongata
Anastrepha elongata
 es una especie de insecto díptero que Fernández describió científicamente por primera vez en el año 1953.
Esta especie pertenece al género Anastrepha de la familia Tephritidae.